# ارنست هاینریش وبر
ارنست هاینریش وبر (آلمانی: Ernst Heinrich Weber; زاده ۲۴ ژوئن ۱۷۹۵ – درگذشته ۲۶ ژانویهٔ ۱۸۷۸) یک پزشک اهل آلمان بود. او یکی از چهره‌های مهم در روانشناسی محسوب می‌شود و از پایه‌گذاران روان‌شناسی تجربی یا روان‌شناسی آزمایشی (انگلیسی: Experimental psychology) است.